# Francesco Milizia
Francesco Milizia, född 15 november 1725 i Oria, död 7 mars 1798 i Rom, var en italiensk arkitekturteoretiker, konsthistoriker och konstkritiker under nyklassicismens epok. Han är känd som en av nyklassicismens främsta polygrafer.

## Biografi
Francesco Milizia föddes 1725 i Oria som son till Raimondo Milizia och Vittoria Papatodero.
Milizias huvudfält var arkitektur; han publicerade ett flertal skrifter i ämnet, till exempel Principj di Architettura Civile. Milizia framhöll den grekiska konsten som det högsta idealet, då dess konstnärer och arkitekter stod för perfektion och symmetri. För Milizia utgjorde den grekiska konsten en estetisk höjdpunkt.
Som kritiker kallade Milizia Giacomo del Ducas lanternin på kyrkan Santa Maria di Loreto för "outhärdlig" och Carlo Marchionnis nya sakristia för Peterskyrkan för "orimligt belastad".
Milizia, som betraktas som ett universalgeni, utgav även arbeten i medicinvetenskap, naturvetenskap, astronomi samt ekonomisk politik.